# Новорибацьке
Новориба́цьке (крим. Novorıbatske) — село Перекопського району Автономної Республіки Крим.
Розташоване на заході району.
Відстань від райцентру до населеного пункта становить 4 кілометрів по прямій.
За даними сільради на 2009 рік, село займало площу 38,8 га, на якій у 41 дворі проживало 112 осіб.

## Історія
Село створено 2 жовтня 1989 року, коли було видано постанову Верховної Ради України про присвоєння новому населеному пункту назви та статусу — селище Новорибацьке.
Українізована російська назва Новорибацьке від рос. Новорыбацкое означає Новорибалківське, що походить від професії рибалки.